# Skalat
Skálat (ukrainsk: Ска́лат; polsk: Skałat) er en by i Ternopil rajon, Ternopil oblast (provinsen) i det vestlige Ukraine. Den er hjemsted for administrationen af Skalat urban hromada, en af Ukraines hromadaer.
Byen har 3.833 (2020) indbyggere.

## Historie
Skalat blev første gang nævnt i begyndelsen af det 16. århundrede. På det tidspunkt hørte landsbyen til Halych Land, Ruthenske Voivodskab i Kongedømmet Polen. I ca. 1600, da Skalat hørte til den adelige Sienienski-familie, som påbegyndte opførelsen af et slot. Zbigniew Sienienski, borgmester af Lublin, grundlagde en ny by, som han kaldte Dębno, efter familiens våbenskjold. Navnet slog dog ikke an, og i 1602 blev Skalat købt af familien Chodkiewicz. Tolv år senere var landsbyen i Korecki-familiens hænder, og i 1627 blev den købt af Krzysztof Wichrowski, miecznik af Halicz.
Wichrowski udbyggede slottet og grundlagde i 1632 et romersk-katolsk sogn. Hans datter Weronika giftede sig ind i Firlej-familien, og Skalat var hendes medgift. Slottet blev ødelagt under Khmelnytskyopstanden, og den 26. juli 1657 under Slaget ved Skalat udslettede Krimtatarer, der var allierede med Polen, Georg 2. Rákóczis Transsylvanske hær, som havde invaderet Polen et par måneder forinden, under Slaget ved Skalat. Tatarerne dræbte 500 transylvanere og tog 11.000 til fange.
Skalat blev igen ødelagt i 1675, under Polsk-osmanniske krig (1672-1676). Byen, der lå i ruiner, kom sig meget langsomt igen. I 1699 renoverede Jan Firlej slottet og gjorde det til sin residens med et palads, bygget inden for murene. I begyndelsen af det 18. århundrede tilhørte Skalat Kalinowski-familien, og i 1766 bekræftede kong Stanislav Poniatovski af Polen byens bylov, som var blevet udstedt enten i 1600 eller 1634.